# اشترپس
اشترپس (به صربی: Штрпце) شهری در منطقه اوروشواس کشور کوزوو است که در سرشماری سال ۲۰۱۱ میلادی، ۶٬۱۹۳ نفر جمعیت داشته است.